# EME 6d
Die schmalspurige Tenderlokomotive EME 6d der Engelskirchen-Marienheider Eisenbahn (EME) war eine Dampflokomotive für den schweren Rollbockverkehr und wurde von Jung 1925 gebaut. Sie war bis 1959 in Betrieb und wurde dann ausgemustert sowie verschrottet.

## Geschichte
Mitte der 1920er Jahre reichten die fünf Lokomotiven EME 1e–5e für den gestiegenen Rollbockverkehr auf der Engelskirchen-Marienheider Eisenbahn nicht mehr aus. Deshalb bestellte die Westdeutsche Eisenbahn-Gesellschaft (WeEG) für die Stationierung in Engelskirchen eine schwere vierachsige Lokomotive mit einer Leistung von etwa 250 PS. Diese Lokomotive wurde am 17. Juni 1925 geliefert.
Das Hauptaufgabengebiet der Lokomotive war der schwere Güterzugbetrieb und hier besonders der Rollbockverkehr, für den sie bis zur Betriebseinstellung im Jahr 1959 eingesetzt wurde. Sie war ein Einzelexemplar und wurde nach Betriebseinstellung ausgemustert.

## Konstruktion
Die Innenrahmenlok besaß einen Blechrahmen mit einer Blechstärke von 20 mm. Der Wasservorrat war in den beiden seitlichen, neben dem Kessel platzierten Behältern untergebracht. Der Kohlenvorrat war hinter dem Führerstand gelagert. Von den Gölsdorf-Achsen waren die erste und dritte Achse fest im Rahmen gelagert, wobei die dritte Achse die Treibachse bildete. Die zweite sowie vierte Achse besaßen ein seitliches Spiel von ±26 mm. Die Federung war mit Blattfedern oberhalb der Achslager ausgeführt, jeweils die ersten beiden sowie die letzten beiden Achsen waren als Gruppe mit Ausgleichshebel verbunden, wobei die Federn der ersten beiden Achsen wesentlich höher lagen als bei den letzten beiden Achsen. Die Zylinder der Lok waren im Verhältnis 1:6 leicht geneigt angeordnet und besaßen Kolbenschieber nach der Bauart Müller.
Der Kessel bestand aus zwei Kesselschüssen. Auf dem ersten Schuss war der Dampf-, auf dem zweiten der Sanddom platziert. Es konnten die zweite Achse von vorn sowie die dritte Achse von hinten gesandet werden. Auf dem Stehkessel saß ein Sicherheitsventil Bauart Jung. Der Kessel besaß eine Dampfheizeinrichtung, Funkenfänger und Speisewasservorwärmer. Die Lokomotive war mit einer Saugluftbremse Bauart Körting sowie einer Handbremse ausgerüstet, es wurden die ersten drei Achsen beidseitig abgebremst.